# Цыганята и Я с Ильича
«Цыганята и Я с Ильича» — советский и российский музыкальный экспериментальный рок-проект, созданный Олегом Судаковым (Манагер), Константином Рябиновым (Кузя УО) и Егором Летовым. В рамках проекта в 1989-1990 годах были записаны два альбома: «Гаубицы лейтенанта Гурубы» и «Арджуна-Драйв», первый из них вошел в сводку «100 магнитоальбомов советского рока» Александра Кушнира. С 2020 года проект возобновлён, записаны альбомы «Заклятье царей» и «Паразиты мозга».

## История
Проект является попыткой музыкантов создать новое слово в жанре музыки и песен. Олег Судаков решил изменить все законы общепринятого представления о песне как об упорядоченной совокупности куплетов и припевов. Новые композиции писались «быстро, шустро и лихо».
Оба альбома абсолютно не похожи друг на друга, так, например, альбом «Гаубицы Лейтенанта Гурубы» является подборкой из двух десятков странноватых композиций, которые старательно пытаются ввести слушателя в состояние шока, а альбом «Арджуна-Драйв», по идее Судакова задуманный как чистилище, в состояние ступора. Записывались они Судаковым в студии ГрОб-рекордс с помощью музыкантов «Гражданской Обороны». В большинстве произведений Олег выступал в качестве вокалиста и автора текстов. Барабанные партии, исполненные Аркадием Климкиным, в другом месте и по другому поводу, брались с магнитофонной пленки. Летов с Рябиновым, играя на гитарах, саксофоне, детском синтезаторе «Соловушка», используя лентовые и виниловые кольца и различные музыкальные эксперименты, материализовывали идеи своего приятеля в музыкальную форму.
«Это циничнейшая, обидная, безобразная, злостная, идиотская и издевательская работа. Стиль, в котором она выполнена, именуется и подается Манагером как „мелодичное мышление“ и воспринимается им самим не иначе, как исключительно свой собственный: аналогов и конкурентов на мировой арене по силе самовыражения и по глубине патологического погружения в „веселье бытия“ не имеющий. Я с превеликим удовольствием принимал участие в работе и был столь увлечен, что напрочь позабыл о своих обязанностях звукотехника и т. п. В результате имеют место быть некоторые досадные упущения, как-то: искажение по высоким частотам, дичайшая противофаза и прочее ликование.» 
— вспоминает Егор Летов.
В 2008 году за несколько дней до смерти Егор Летов позвонил Судакову и предложил провести несколько концертов «Цыганят» в составе Судаков-Летов-Рябинов. Планам не суждено было сбыться в связи со смертью Егора Летова.
В конце 2020 года Судаков объявил о записи третьего альбома проекта. Запись проходила на Урале. 19 августа 2021 года на компакт-дисках вышел альбом «Заклятье царей».
В конце августа Судаков сообщил, что готовится материал для четвёртого альбома. 3 мая 2023 года вышел альбом «Паразиты мозга».

### «Песня гвоздя»
Однажды, помогая родственникам строить дачу, Олег Судаков стелил полы и вбивал огромные гвозди в дубовые доски. С ненавистью воплощая в жизнь идеалы материального благополучия, Судаков изо всех сил колотил по гвоздям и в какой-то момент неожиданно слился с образом. «Внезапно я начал понимать, что общаюсь с мертвым лесом и трупами деревьев, — вспоминает он. — Гвозди, входя в дерево, превращались из железной руды в часть земли, никак не протестуя против этого… Когда я дотронулся до гвоздя, он весь пылал, и мне показалось, что гвоздь разрывается на части от невозможности изменить своё состояние».
Во время сессии Олег предложил Летову и Рябинову напевать в монотонной манере слова «это песня гвоздя», сопровождая хоровое пение ударами молотка по железу. Сам Судаков прочувствованно нашептывал в микрофон: «Холодно… Никак… Жарко… Больно… Жарко… Больно… Больно! Больно!!», постепенно переходя на душераздирающий крик. «Это было непрерывное полуактерство, записанное с одного дубля, — вспоминает он. — Я настолько плотно вошел в роль, что начал ощущать, как по мне бьет кувалда».
«Песня Гвоздя» является одной из ключевых психоделических композиций для сибирского андеграунда.

## Наследие и влияние
- Группа «Цыганята и Я с Ильича» стала не только ключевой «фигурой» сибирского андеграунда, но и значительным этапом в творчестве Олега Судакова. В рамках данного проекта Манагер играл на гитаре, пел, читал стихи и тексты с яркими эмоциями и «надрывами». Впоследствии такая манера исполнения песен будет использована Манагером и в других проектах Манагера — «Коммунизм», «Армия Власова», «Родина» и др.
- В своём творчестве Судаков продолжил концепцию «Цыганят…» в альбомах, записанных в рамках экспериментального проекта «Grenade Surround Experience» — «Блюдо мира» (2012) и «Геометрия чувств» (2014), где Манагер читал стихи под экспериментальную музыку, тоже близкой к индастриалу и даже эмбиенту[2].
- По словам Олега Судакова, Летов незадолго до смерти планировал сыграть совместно с Манагером песни «Цыганят» на сцене:

Как-то мы с ним (Летовым) созвонились, я предложил сыграть «Цыганят» (проект ЦЫГАНЯТА И Я С ИЛЬИЧА) в небольшом столичном клубе, и Егор сразу согласился. Было это за пять дней до смерти… — Олег «Манагер» Судаков. Реставрация «Коммунизма»
- Несколько композиций проекта «Цыганята и Я с Ильича» — «На блаженном острове коммунизма», «Папа Римский», «Опоздавшая молодёжь», «Весёлый ветер», «Спать» и другие — вошли в альбомы проекта «Коммунизм» в другой обработке. Эти же песни исполнялись Манагером в концертном составе группы «Коммунизм» (2010—2013).
- Во время записи проекта возникает термин «мелодичное мышление» авторства Олега Судакова, символизирующий абстрагированность от опредёлённых рамок музыки и поэзии, создание вульгарного и «зверски необычного» звучания, основанного, вероятно, на традициях русского скоморошества. По мнению Судакова, сочетание аккуратной и красивой мелодии с вульгарным звучанием и создаёт единую музыкальную гармонию[3].
- Песня «На блаженном острове коммунизма» стала одной из визитных карточек Манагера и исполняется им на концертах до сих пор. Также песня вошла в альбом группы «Манагер и Родина» — «На блаженном острове», вышедшем в 2014 году, где данная песня стала заглавной.

## Участники группы
- Олег Судаков — вокал, акустическая гитара, перкуссия (1989—1990, 2021-н.в.)
- Дмитрий Родионов — гитара, бас-гитара, драм-машина, синтезатор (2021-н.в.)
- Олеся Стратилова — бэк-вокал, клавиши, синтезатор (2021-н.в.)
- Егор Летов — бас, гитара, перкуссия, клавишные, подпевки, металлофон (1989—1990)
- Константин Рябинов — гитары, басс, саксофон, клавишные, подпевки, ударные, смычок (1989—1990)
- Аркадий Климкин — ударные, бэк-вокал (1989)
- Игорь Жевтун — бэк-вокал (1989)

## Дискография
- 1989 — «Гаубицы лейтенанта Гурубы»
- 1990 — «Арджуна-Драйв»
- 2021 — «Заклятье царей»[4]
- 2023 — «Паразиты мозга»[5]